# Pływanie na Letnich Igrzyskach Olimpijskich 1972 – 400 m stylem zmiennym mężczyzn
400 m stylem zmiennym mężczyzn – jedna z konkurencji pływackich rozgrywanych podczas XX Igrzysk Olimpijskich w Monachium. Eliminacje i finał odbyły się 30 sierpnia 1972 roku.
Złoty medal zdobył reprezentant Szwecji Gunnar Larsson, który czasem 4:31,981 ustanowił nowy rekord olimpijski i zaledwie o 0,002 s wyprzedził Amerykanina Tima McKee (4:31,983). Brąz wywalczył Węgier András Hargitay, uzyskawszy wynik 4:32,70. 
Kilka godzin wcześniej, w eliminacjach rekord olimpijski poprawiali kolejno: András Hargitay i Gunnar Larsson.

## Zmiana przepisów
Tak mała różnica pomiędzy złotym a srebrnym medalistą doprowadziła do zmiany przepisów, które do 1973 roku wymagały pomiaru czasu z dokładnością do 0,001 s. Od 1974 roku wyniki wyścigów pływackich są podawane z dokładnością do 0,01 s, a w przypadku uzyskania jednakowego czasu przez kilku zawodników, są oni sklasyfikowani na tej samej pozycji.

## Rekordy
Przed zawodami rekord świata i rekord olimpijski wyglądały następująco:
| Rekord            | Zawodnik      | Czas    | Miejsce | Data                 |       |
| ----------------- | ------------- | ------- | ------- | -------------------- | ----- |
| Rekord świata     | Gary Hall Sr. | 4:30,81 | Chicago | 3 sierpnia 1972      | [ 2 ] |
| Rekord olimpijski | Dick Roth     | 4:45,4  | Tokio   | 14 października 1964 | [ 3 ] |

W trakcie zawodów ustanowiono następujące rekordy:
| Data        | Etap konkurencji      | Zawodnik        | Czas     | Rekord |
| ----------- | --------------------- | --------------- | -------- | ------ |
| 30 sierpnia | wyścig eliminacyjny 1 | András Hargitay | 4:37,51  | OR     |
| 30 sierpnia | wyścig eliminacyjny 2 | Gunnar Larsson  | 4:34,99  | OR     |
| 30 sierpnia | finał                 | Gunnar Larsson  | 4:31,981 | OR     |

## Wyniki

### Eliminacje
| Miejsce | Wyścig | Zawodnik             | Państwo           | Czas    | Uwagi |
| ------- | ------ | -------------------- | ----------------- | ------- | ----- |
| 1.      | 2      | Gunnar Larsson       | Szwecja           | 4:34,99 | Q,    |
| 2.      | 1      | András Hargitay      | Węgry             | 4:37,51 | Q     |
| 3.      | 5      | Bengt Gingsjö        | Szwecja           | 4:38,05 | Q     |
| 4.      | 5      | Gary Hall Sr.        | Stany Zjednoczone | 4:38,95 | Q     |
| 5.      | 3      | Steve Furniss        | Stany Zjednoczone | 4:39,33 | Q     |
| 6.      | 4      | Tim McKee            | Stany Zjednoczone | 4:40,78 | Q     |
| 7.      | 4      | Graham Windeatt      | Australia         | 4:42,16 | Q     |
| 8.      | 5      | Wolfram Sperling     | NRD               | 4:42,75 | Q     |
| 9.      | 4      | Michaił Suchariew    | ZSRR              | 4:43,13 |       |
| 10.     | 1      | Christian Lietzmann  | NRD               | 4:44,47 |       |
| 11.     | 3      | Ricardo Marmolejo    | Meksyk            | 4:45,20 |       |
| 12.     | 5      | Jorge Delgado        | Ekwador           | 4:45,25 |       |
| 13.     | 3      | Bertram Türpe        | NRD               | 4:46,55 |       |
| 14.     | 5      | Bruce Featherston    | Australia         | 4:47,33 |       |
| 15.     | 4      | Hans-Joachim Geisler | RFN               | 4:48,57 |       |
| 16.     | 3      | Neil Martin          | Australia         | 4:49,85 |       |
| 17.     | 2      | John McConnochie     | Nowa Zelandia     | 4:49,89 |       |
| 18.     | 2      | Walentin Partyka     | ZSRR              | 4:50,03 |       |
| 19.     | 1      | Roger van Hamburg    | Holandia          | 4:50,70 |       |
| 20.     | 4      | Mauro Calligaris     | Włochy            | 4:52,02 |       |
| 21.     | 2      | David Brumwell       | Kanada            | 4:52,41 |       |
| 22.     | 3      | Csaba Sós            | Węgry             | 4:52,89 |       |
| 23.     | 2      | Jiro Sasaki          | Japonia           | 4:53,65 |       |
| 24.     | 1      | José Luis Prado      | Meksyk            | 4:54,49 |       |
| 25.     | 5      | Zbigniew Pacelt      | Polska            | 4:55,38 |       |
| 26.     | 2      | Antônio Azevedo      | Brazylia          | 4:57,27 |       |
| 27.     | 1      | Barry Prime          | Wielka Brytania   | 4:57,77 |       |
| 28.     | 4      | Mike Holthaus        | RFN               | 4:58,19 |       |
| 29.     | 3      | Sverre Kile          | Norwegia          | 4:59,72 |       |
| 30.     | 3      | Gudmunður Gíslason   | Islandia          | 5:03,54 |       |
| 31.     | 1      | Jairulla Jaitulla    | Filipiny          | 5:05,48 |       |
| 32.     | 2      | Hsu Tung-hsiung      | Republika Chińska | 5:09,56 |       |

### Finał
| Miejsce | Zawodnik         | Państwo           | Czas     | Uwagi |
| ------- | ---------------- | ----------------- | -------- | ----- |
| 1. !    | Gunnar Larsson   | Szwecja           | 4:31,981 | OR    |
| 2. !    | Tim McKee        | Stany Zjednoczone | 4:31,983 |       |
| 3. !    | András Hargitay  | Węgry             | 4:32,70  |       |
| 4.      | Steve Furniss    | Stany Zjednoczone | 4:35,44  |       |
| 5.      | Gary Hall Sr.    | Stany Zjednoczone | 4:37,38  |       |
| 6.      | Bengt Gingsjö    | Szwecja           | 4:37,96  |       |
| 7.      | Graham Windeatt  | Australia         | 4:40,39  |       |
| 8.      | Wolfram Sperling | NRD               | 4:40,66  |       |